# Laurepa mundula
Laurepa mundula är en insektsart som beskrevs av Otte, D. och Perez-gelabert 2009. Laurepa mundula ingår i släktet Laurepa och familjen syrsor. Inga underarter finns listade i Catalogue of Life.